# Luz湘南辻堂
Luz湘南辻堂（ラズしょうなんつじどう）は、神奈川県藤沢市辻堂神台の湘南C-X・A-3地区にある、丸紅が運営する商業ビル。2010年（平成22年）12月3日開店。湘南C-X内で初めて開設された商業施設である。

## 施設概要
丸紅が展開する商業施設Luzの3店舗目として、Luz自由が丘、Luz心斎橋に続いて開設された。
- 構造：地下2階、地上6階（鉄骨構造一部鉄筋コンクリート構造）

店舗は地上階に設置。地下は駐車場になっている。
- 延床面積：約17,900 m2[2]
- 設計：株式会社大本組東京本社一級建築士事務所
- 施工：株式会社大本組

## 主要テナント
- R・GENKI（食品スーパー）[1]
- ハックドラッグ[1]
- コートダジュール
- BOOKOFF SUPER BAZAAR
- ザ・ダイソー